# Glarona
Glarona (em alemão Glarus) é uma comuna da Suíça, no Cantão Glaris, com cerca de 5.686 habitantes. Estende-se por uma área de 69,21 km², de densidade populacional de 82 hab/km². Confina com as seguintes comunas: Ennenda, Innerthal (SZ), Luchsingen, Mitlödi, Muotathal (SZ), Näfels, Netstal, Riedern, Schwanden, Schwändi. 
A língua oficial nesta comuna é o alemão.